# Cráter de Batagaika
El cráter de Batagaika (en ruso: Батагайский кратер) es una estructura geológica con origen ligado al calentamiento global, ubicado en Siberia Oriental, 10 km al sudeste de la ciudad de Batagai, a 5 km al noreste del asentamiento de Ese-Khayya, y cerca de 660 km al nornoreste de la capital de Yakutia, Yakutsk. 

## Descripción
El termokarst  tiene 1 kilómetro de largo, 100 metros de profundidad y se calcula que se expande de 15 a 18 metros cada año.Entre 2014 y 2024, la grieta creció de 790 metros a 990 metros, informa Science et Vie: «a medida que se hunde, el cráter de Batagay expone capas de permafrost que habían estado congeladas durante miles de años. Esto representa un volumen de un millón de metros cúbicos al año», desde 2014.
Un estudio de 2021 sugiere que las capas más profundas de permafrost expuestas en el cráter de Batagaika tienen unos 650.000 años, lo que las convierte en el permafrost más antiguo conocido en Eurasia hasta la fecha.
La tierra comenzó a hundirse debido al deshielo del permafrost en la década de 1960, después de que se talara el bosque circundante.  Las inundaciones también contribuyeron a la ampliación del cráter. Los paleontólogos han encontrado fósiles de la glaciación enterrados en el barro alrededor del borde del cráter.  El borde es extremadamente inestable debido a que se producen deslizamientos de tierra regulares en el cráter y el permafrost se descongela constantemente. Actualmente el cráter está aumentando de tamaño.

Según Mary Edwards, de la Universidad de Southampton, el proceso de erosión que aumenta el tamaño del cráter se produce de la siguiente manera:
Debajo del acantilado, empinadas colinas y barrancos caen hasta el suelo de Batagaika. A medida que más material en la parte inferior de la pendiente se derrite y se desprende, una cara más grande queda expuesta al aire, lo que a su vez aumenta la velocidad de descongelación del permafrost. Es probable que el cráter devore toda la ladera de la colina antes de disminuir su velocidad. Cada año, en cuanto las temperaturas superan el punto de congelación, esto comienza a suceder nuevamente. Una vez que se expone algo así, es muy difícil detenerlo.
Imágenes de drones  revelaron en 2023 más detalles del cráter, y Nikita Tananayev, investigador principal del Instituto de Permafrost Melnikov en Yakutsk, entrevistado por Reuters para la ocasión,  advirtió que la expansión del cráter Batagaika es una señal de peligro; con el aumento de las temperaturas y la presión antropogénica, es probable que se formen cada vez más mega-depresiones similares en el futuro. El suelo debajo del desprendimiento, que tiene unos 100 metros de profundidad en algunas áreas, contiene reservas de carbono orgánico que se liberarán a la atmósfera a medida que el permafrost se descongele, lo que alimentará aún más el calentamiento del planeta. 

## Descubrimientos científicos
Dentro del gran agujero, un equipo de paleontólogos ha hallado restos de bisontes, mamuts, caballos, alces y renos que datan de hace 4400 años. En otros estudios, se determinó que el suelo es de 200 000 años de antigüedad.
Este no es un caso único, pues científicos han encontrado varios cráteres en zonas cercanas al círculo polar ártico. Concretamente, se han encontrado otros agujeros a pocos cientos de kilómetros de distancia. El cráter de Batagaika es también comparable con otros aparecidos en el norte de Canadá, pero éste es de dos a tres veces más profundo, y además, está situado en una de las zonas más frías del planeta.
En 2018, se encontró en el cráter una momia helada totalmente conservada de un potro de la extinta especie del caballo salvaje Equus caballus lenensis. Científicos de la Universidad de Yakutsk estimaron su edad entre 30.000 y 40.000 años.

## En la cultura
Algunos habitantes de la zona consideran que es una de las puertas al infierno y dicen evitar cada vez más estar cerca del lugar. Se ha comprobado que los escalofriantes ruidos que algunos nativos han informado, se deben a fuertes desprendimientos de tierra.